# Johann Georg Meyer
Johann Georg Meyer von Bremen (Bréma, 1813. október 28. – Berlin, 1886. december 4.) német festő.

## Élete
Düsseldorfban Friedrich Wilhelm von Schadownak, Johann Gottfried Schadow szobrász fiának volt a tanítványa; 1853-ban Berlinbe költözött. Eleinte bibliai tárgyú képeket festett (Illés próféta a pusztában; Krisztus megjósolja Jeruzsálem pusztulását; Ábrahám és Sára; Mózes halála), később a népéletből merítette festményeinek tárgyait (Hesseni plébános jubileuma; Karácsonyest; Szembekötősdi; A harcos hazatérése; Árviz; A bűnbánó leány). Később többnyire gyermekképeket festett, mint: Mesélő leány; Pataknál pihenő gyermekek; Nagyatya és unoka; A legkisebb öcs; Az árva; Imádkozó gyermek; A kis torkos; Az ellenséges szomszédok; A kis mama (Berlini Nemzeti Képtár); A modell pihenője, melyek tetszetős, sima modoruk és kedélyes tartalmuknál fogva nem kevésbé népszerűek, mint szentimentális leányképei: A várakozás; Szerelmi vallomás; Titkos levelezés; A szerelmeslevél stb.

## Galéria

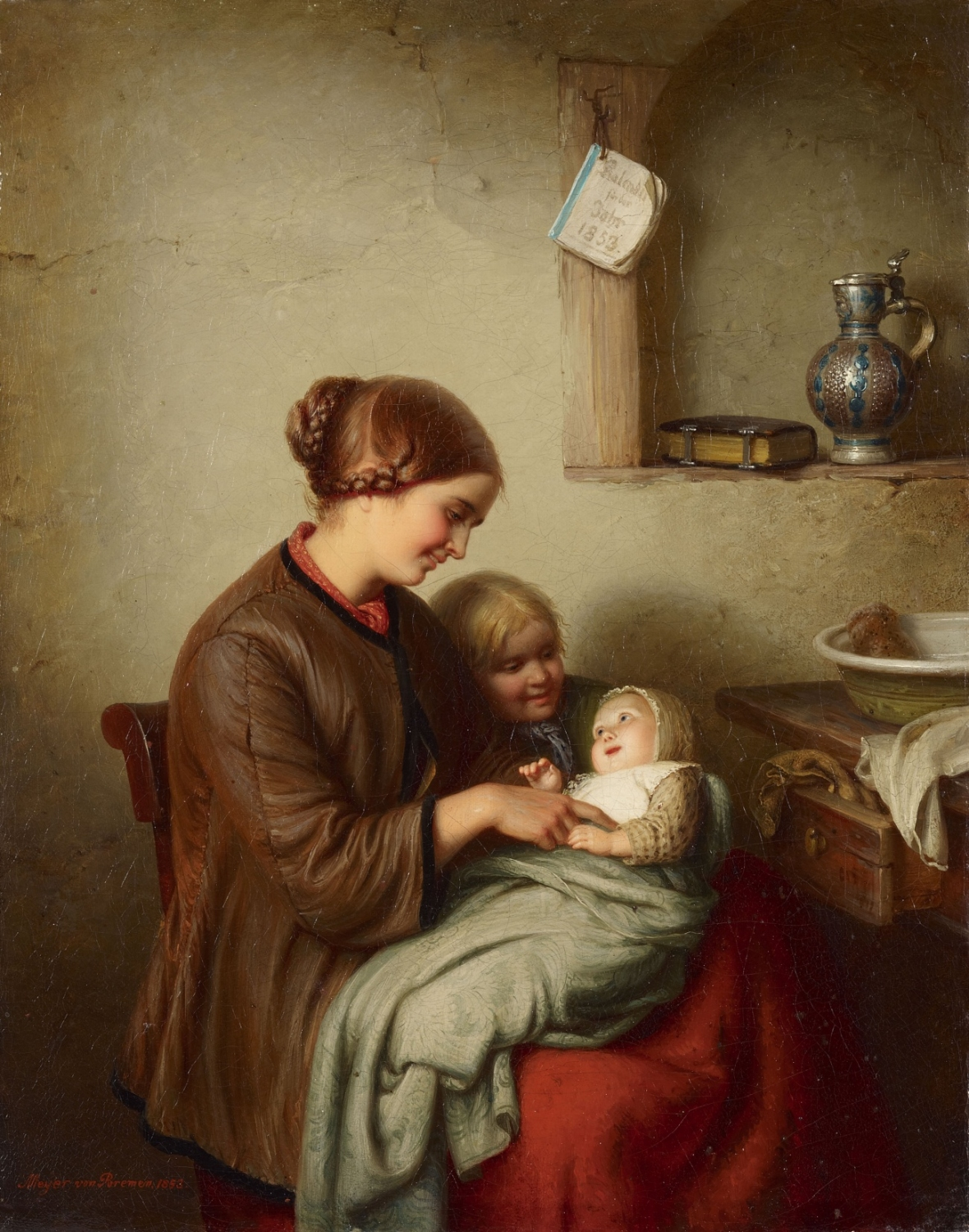
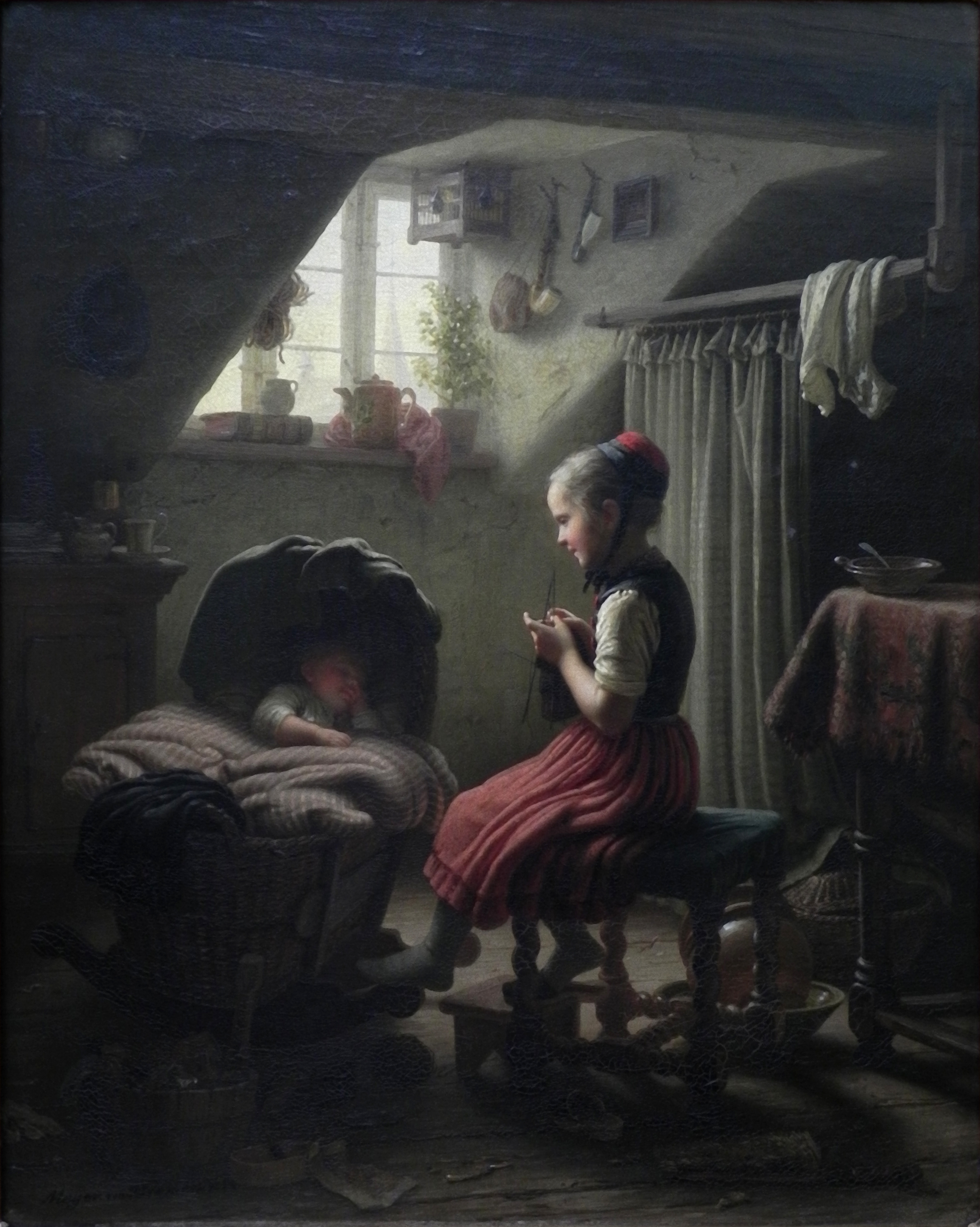
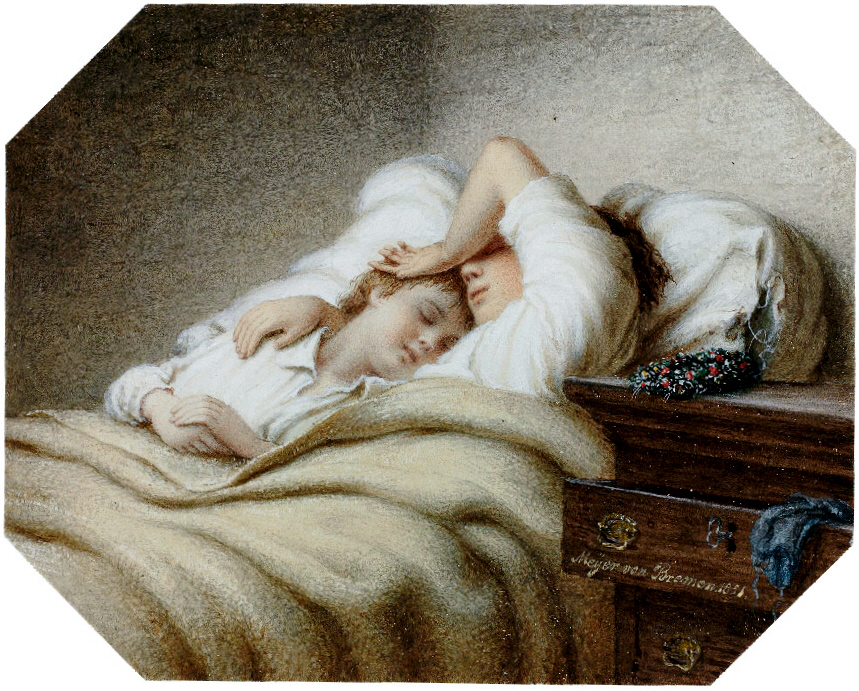
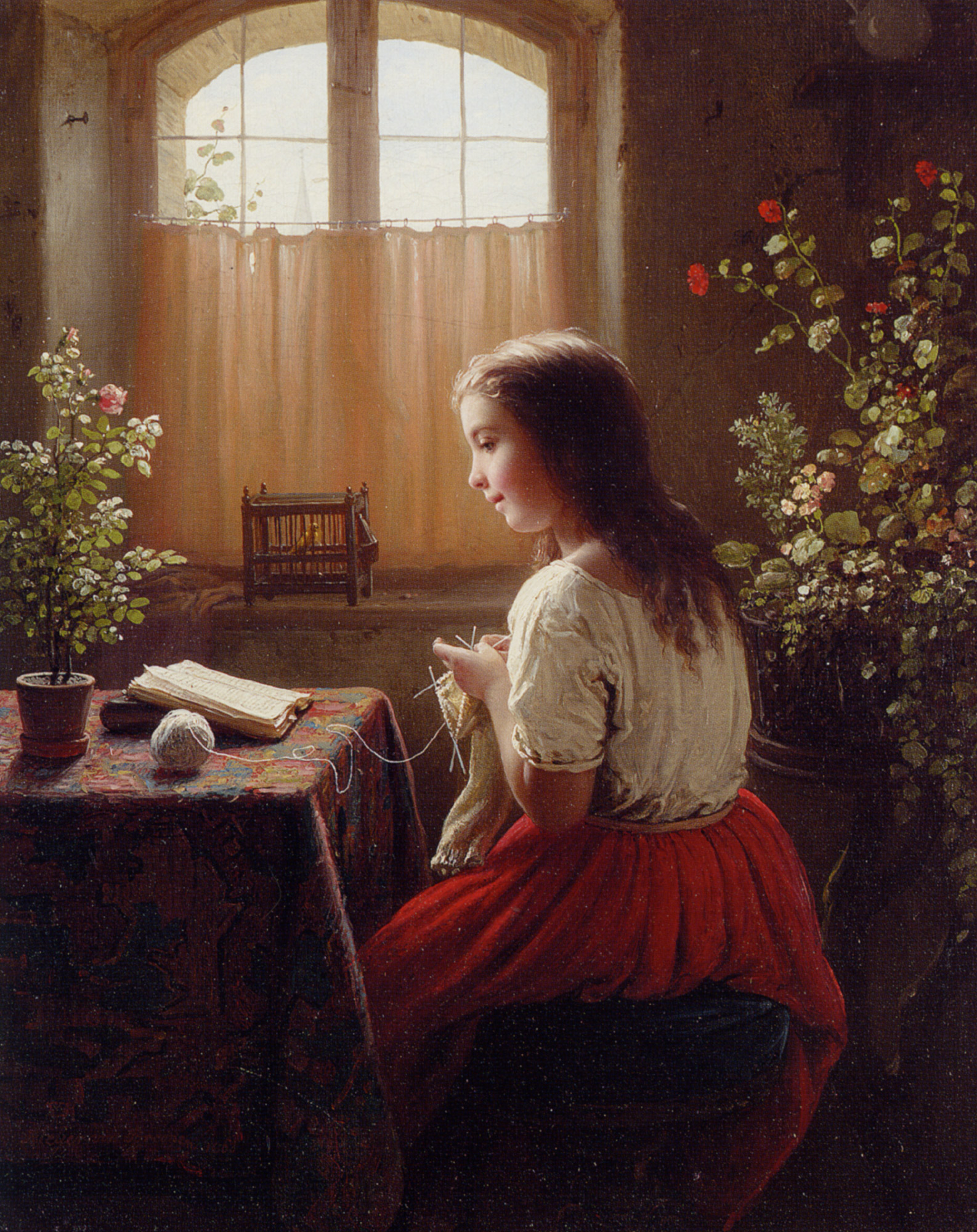